# Barkbaggar
Barkbaggar (Zopheridae) är en familj av skalbaggar som beskrevs av Antoine Joseph Jean Solier 1834. Enligt Catalogue of Life ingår barkbaggar i överfamiljen Tenebrionoidea, ordningen skalbaggar, klassen egentliga insekter, fylumet leddjur och riket djur, men enligt Dyntaxa är tillhörigheten istället ordningen skalbaggar, klassen egentliga insekter, fylumet leddjur och riket djur. Enligt Catalogue of Life omfattar familjen Zopheridae 116 arter. 

## Bildgalleri

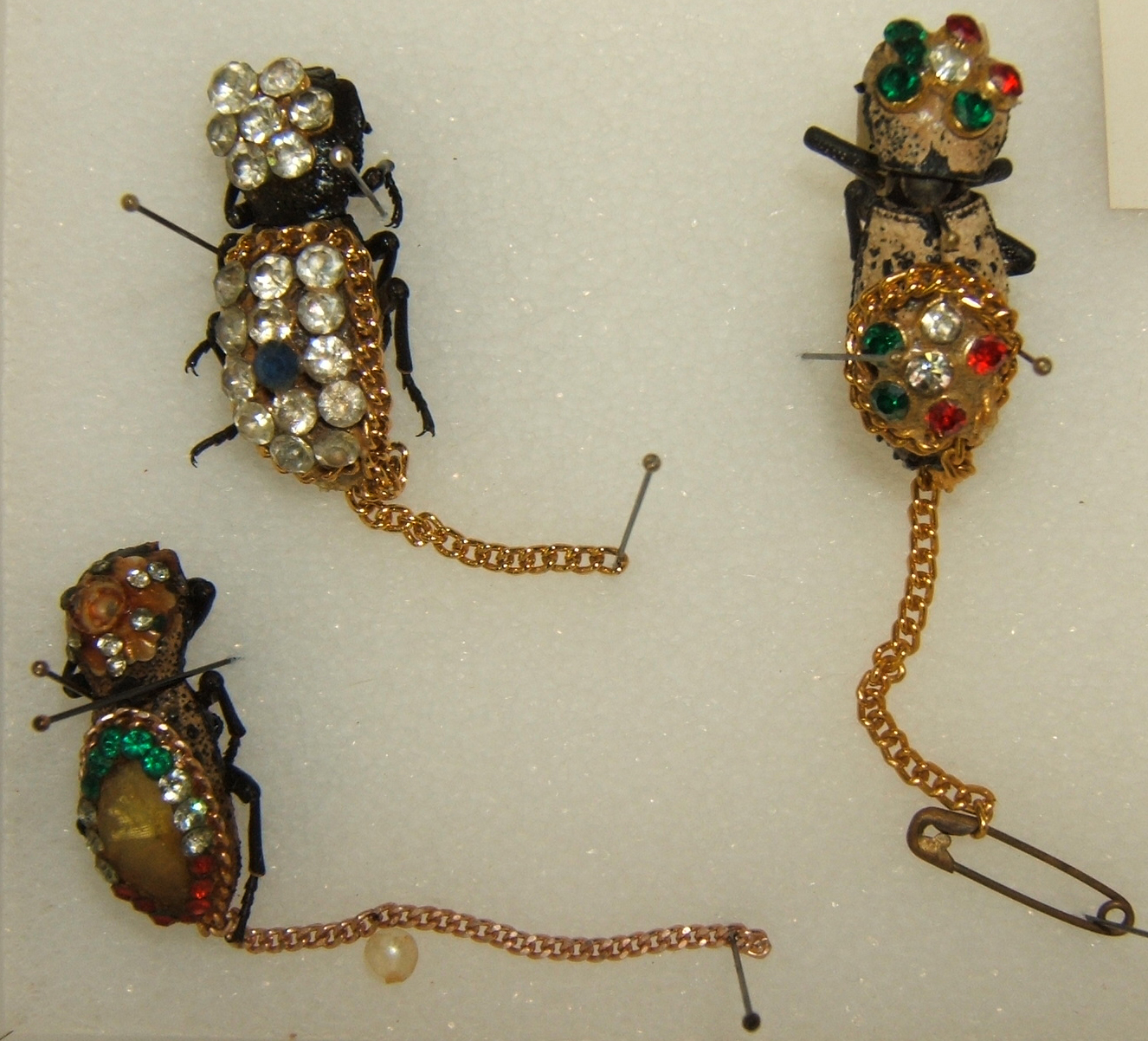
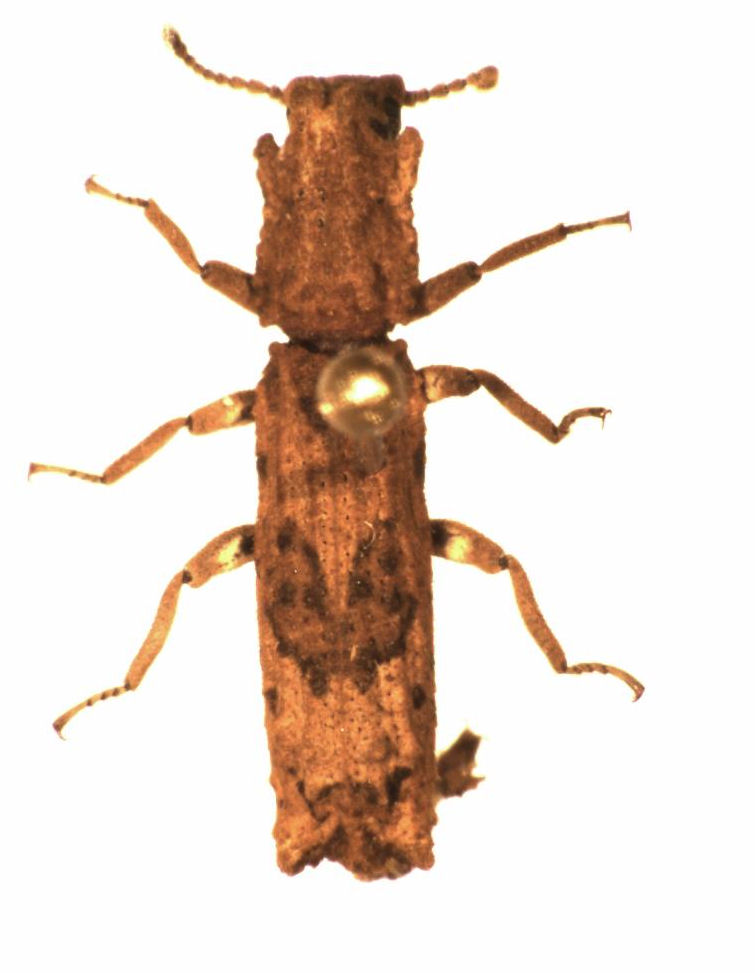
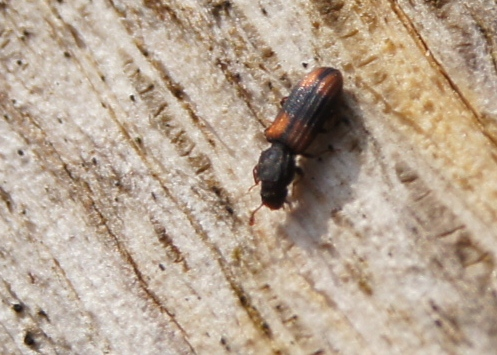
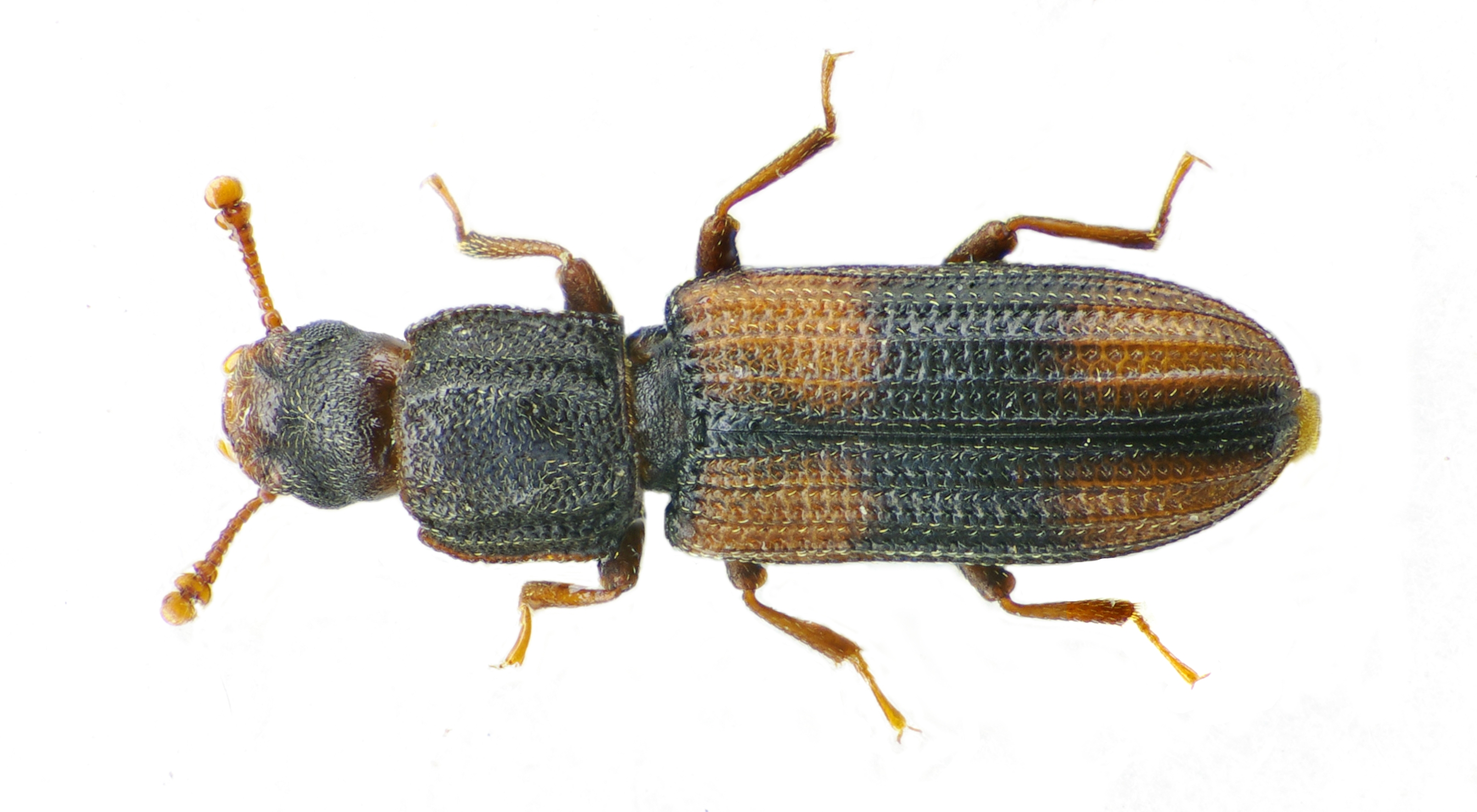
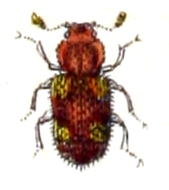
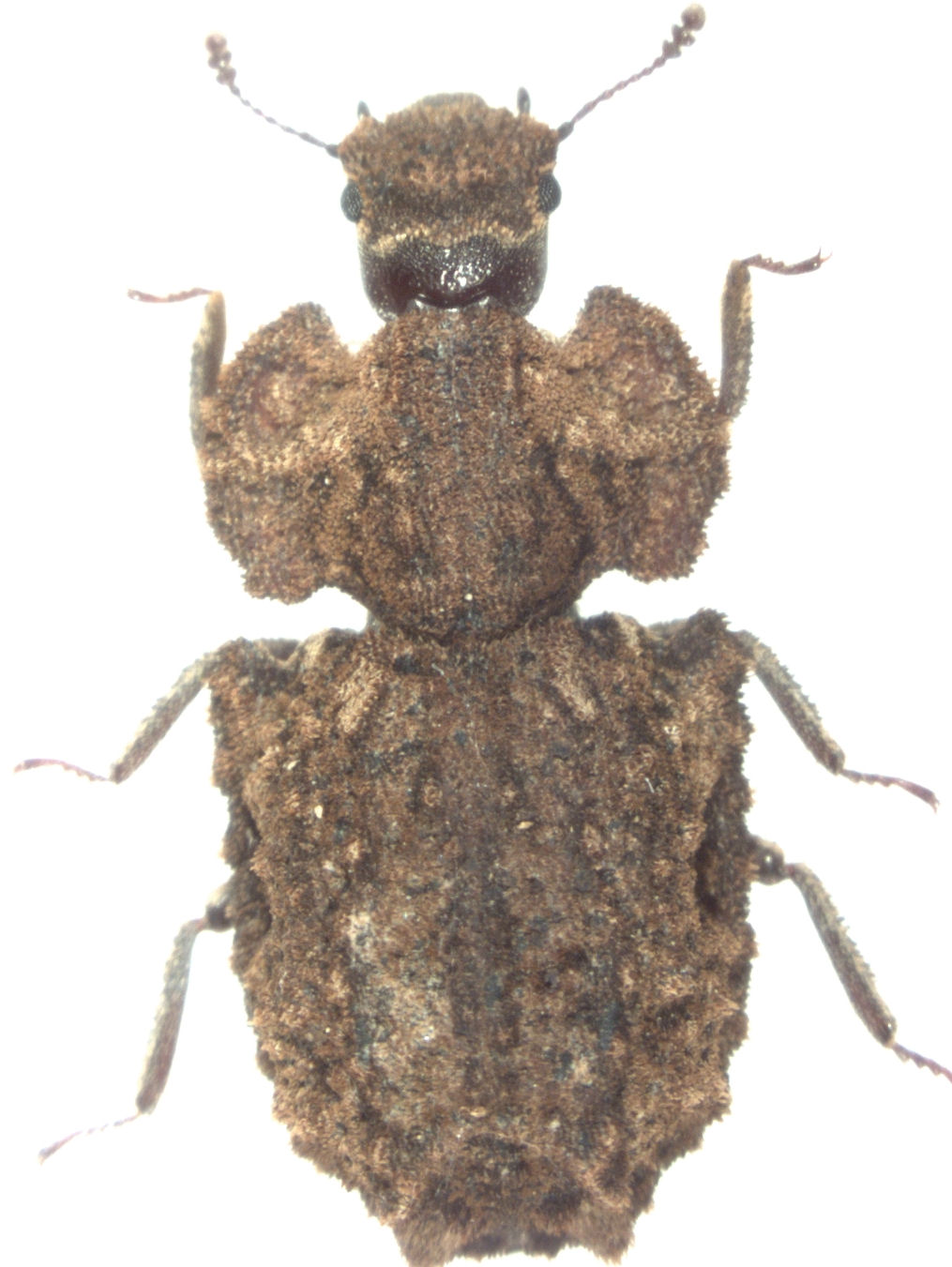

## Dottertaxa till barkbaggar, i alfabetisk ordning[1][2]
- Acolobicus
- Antilissus
- Aspathines
- Aulonium
- Bitoma
- Colobicus
- Colydium
- Coxelus
- Denophoelus
- Endeitoma
- Eucicones
- Eudesma
- Hyporhagus
- Lasconotus
- Lobogestoria
- Lyreus
- Megataphrus
- Microprius
- Microsicus
- Monoedus
- Namunaria
- Nematidium
- Neotrichus
- Orthocerus
- Paha
- Phellopsis
- Phloeodes
- Phloeonemus
- Pseudocorticus
- Pycnomerus
- Rhagodera
- Spinhyporhagus
- Stephaniolus
- Synchita
- Usechimorpha
- Usechus
- Xylolaemus
- Zopherus